# النا کالانتاریان
یلنا ولادیمیری کالانتاریان (ارمنی: Ելենա Վլադիմիրի Քալանթարյան؛ انگلیسی: Elena Kalantaryan؛ ۱۶ ژوئن ۱۸۹۰ – ۳۰ مهٔ ۱۹۶۳) کرم‌شناس اهل ارمنستان بود.

## زندگی
وی در ۱۶ ژوئنِ ۱۸۹۰ در چرکیزوو به دنیا آمد و در سال ۱۹۱۵ از انستیتو پزشکی مسکو فارغ‌التحصیل گشت. وی همچنین برنده جوایزی همچون نشان لنین، دانشمند شایسته ارمنستان شوروی و پزشک شایسته ارمنستان شوروی (۱۹۵۴) شد. وی در ۳۰ مهٔ ۱۹۶۳ در سن ۷۲ سالگی در ایروان درگذشت.